# Sebastián Coates Nion
Sebastián Coates Nion (Montevideo, 7 d'octubre de 1990) és un futbolista internacional uruguaià que juga com a defensa central a l'Sporting de Portugal.

## Biografia
Nascut a Montevideo, fill de pare escocès i mare uruguaiana, Coates va desenvolupar la seva trajectòria juvenil al Club Nacional de Football, on hi va començar a jugar professionalment el 2009.
El 2009 juga per primera vegada amb la selecció de futbol de l'Uruguai en categoria sub 20. El 23 de juny de 2011 fa el seu debut amb la selecció major durant el partit amistós contra Estònia (3-0). Va ser convocat per Óscar Washington Tabárez, l'entrenador de la selecció nacional, per jugar a la Copa Amèrica de futbol 2011 a l'Argentina. Hi va participar en dos partits, contra Xile i Mèxic (1-1 i 1-0, respectivament).
El 30 d'agost de 2011, Coates signa un contracte amb el club anglès Liverpool FC.
El 31 de maig de 2014 va entrar a la llista definitiva de seleccionats per disputar la Copa del Món de Futbol de 2014 al Brasil.

## Palmarès

### Internacional
- Uruguai
  - Copa Amèrica de futbol 2011: Campió.

### Club
- Nacional Montevideo
  - Campionat de l'Uruguai
    - Campió : 2009, 2011

### Individual
- Nacional Montevideo
  - 2011: Millor jugador del Campionat de l'Uruguai[3]